# Айхен (Вестервальд)
Айхен (нем. Eichen) — община в Германии, в земле Рейнланд-Пфальц.
Входит в состав района Альтенкирхен-Вестервальд. Подчиняется управлению Фламмерсфельд. Население составляет 561 человек (на 31 декабря 2010 года). Занимает площадь 4,27 км².